# Michel Aupetit
Michel Christian Alain Aupetit (ur. 23 marca 1951 w Wersalu) – francuski duchowny rzymskokatolicki, doktor nauk medycznych, biskup pomocniczy paryski w latach 2013–2014, biskup diecezjalny Nanterre w latach 2014–2017, arcybiskup metropolita paryski w latach 2017–2021, od 2021 arcybiskup senior archidiecezji paryskiej.

## Życiorys
Po ukończeniu liceum w rodzinnym mieście studiował medycynę, uzyskując w 1978 stopień doktora nauk medycznych. Pracował jako lekarz w latach 1978–1990. W 1990 wstąpił do seminarium w Paryżu. 24 czerwca 1995 został wyświęcony na prezbitera w bazylice archikatedralnej Notre-Dame w Paryżu przez kardynała Jean-Marie Lustigera. Przez wiele lat pracował duszpastersko na terenie miasta. W 2006 został powołany na stanowisko wikariusza generalnego archidiecezji paryskiej.
2 lutego 2013 papież Benedykt XVI mianował go biskupem pomocniczym archidiecezji paryskiej ze stolicą tytularną Maxita. Święcenia biskupie otrzymał 19 kwietnia 2013 w bazylice archikatedralnej Notre-Dame w Paryżu. Głównym konsekratorem był kardynał André Vingt-Trois, metropolita paryski, a współkonsekratorami Éric Aumonier, biskup diecezjalny wersalski, i Jean-Yves Nahmias, biskup diecezjalny Meaux. Jako zawołanie biskupie przyjął słowa „Ut vitam habeant” (Aby mieli życie).
4 kwietnia 2014 papież Franciszek mianował go biskupem diecezjalnym diecezji Nanterre. Ingres do katedry świętych Genowefy i Maurycego w Nanterre odbył 4 maja 2014.
7 grudnia 2017 papież Franciszek mianował go arcybiskupem metropolitą paryskim. Ingres do archikatedry Notre-Dame w Paryżu odbył 6 stycznia 2018. 29 czerwca 2018 w bazylice św. Piotra na Watykanie odebrał od papieża Franciszka paliusz metropolitalny, który został mu uroczyście nałożony 7 października 2018 w archikatedrze Notre-Dame w Paryżu przez arcybiskupa Luigiego Venturę, nuncjusza apostolskiego we Francji. 26 listopada 2021 światowe agencje informacyjne poinformowały o złożeniu przez niego rezygnacji na ręce papieża, w reakcji na publikację w tygodniku „Le Point” reportażu o domniemanym autorytarnym sposobie zarządzania archidiecezją i niejasnych relacjach z kobietą sprzed 10 lat. Następnego dnia w wywiadzie na antenie Radia Notre-Dame zaprzeczył stawianym zarzutom, podkreślając brak jakichkolwiek kontaktów seksualnych z wymienioną w reportażu kobietą, przyznając jednak, że w tej relacji zachował się niezręcznie. Zaznaczył również, że w liście skierowanym do papieża nie użył słowa dymisja, ale oddał się do jego dyspozycji. 2 grudnia 2021 papież Franciszek przyjął jego rezygnację z obowiązków arcybiskupa metropolity paryskiego.